# Wettlauf zum Meer
Der Begriff Wettlauf zum Meer bezieht sich auf das Kriegsgeschehen 1914 an der Westfront zwischen dem Fluss Aisne und der Nordsee nach der Ersten Marneschlacht bis zur Ersten Flandernschlacht im Jahr 1914. Aufgrund der Militäroperationen ab Mitte September 1914 bewegten sich die gegnerischen Armeen beinahe parallel nordwärts in Richtung Nordsee. Beiden Kriegsparteien ging es ursprünglich darum, den Gegner an der Flanke zu umgehen und den Krieg dadurch zu einem schnellen Abschluss zu bringen. Für den weiteren Kriegsverlauf war die Kontrolle der Kanalküste an der Straße von Dover von entscheidender Bedeutung für die Alliierten, da über die hier in Frontnähe befindlichen Häfen der britische Nachschub abgewickelt wurde. Dabei wurden zwischen dem 14. September und 19. Oktober allein bei den Alliierten über 50 Divisionen mit 750.000 Mann in 6000 Zugtransporten verschoben, die Deutschen verlegten in diesen Operationen von Süden nach Norden gleichzeitig fast 30 Divisionen und stellten zwölf neue Reserve-Divisionen bereit. Im Anschluss an die Erste Aisneschlacht folgte bis zum Beginn der Ersten Flandernschlacht am 20. Oktober der Übergang vom Bewegungskrieg zum Stellungskrieg.

## Vorgeschichte

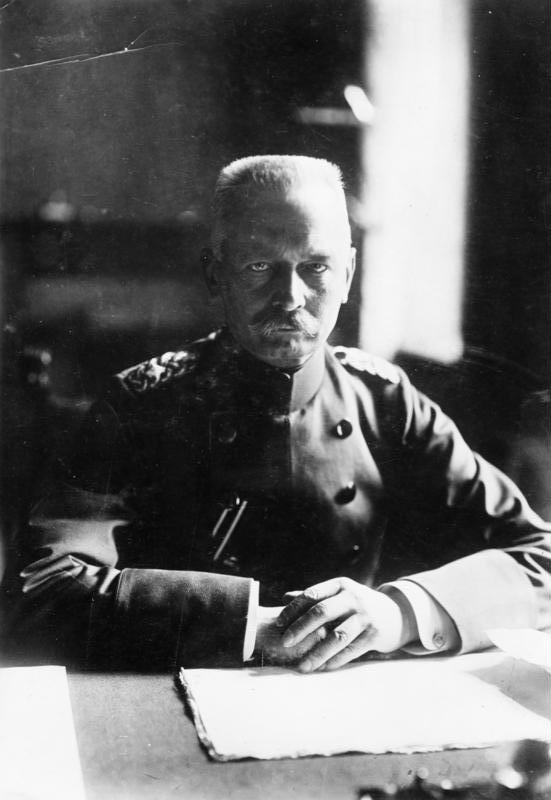
General Erich von Falkenhayn

Nach der Schlacht an der Marne befand sich die Entente in der Offensive. An der Aisne kam es ab dem 13. September zu schweren Gefechten (→ Schlacht an der Aisne (1914)). Der Angriff des Britischen Expeditionskorps (BEF) konnte jedoch die mit ersten provisorischen Schützengräben verstärkten deutschen Linien nicht durchbrechen. Andererseits schlugen auch deutsche Gegenoffensiven fehl.
Sowohl Joseph Joffre als auch der neu berufene deutsche Generalstabschef Erich von Falkenhayn sahen daher in dem 160 km breiten Streifen zwischen dem Fluss Aisne und der Nordsee den einzig erfolgversprechenden Schauplatz für weitere Operationen. Infolgedessen verfolgten beide Seiten das Ziel, freie Truppenverbände gegen Norden zu verschieben und gleichzeitig den Gegner durch ständige Angriffe an eben solchen Truppenverschiebungen zu hindern.
Generaloberst Karl von Bülow, der Oberbefehlshaber der deutschen 2. Armee, und der Chef der Operationsabteilung des Generalstabes, Oberst Gerhard Tappen, hatten jedoch darauf hingewiesen, dass die Franzosen den Vorteil der inneren Linien hatten und jedes Flankenmanöver zunichtemachen könnten. Beide favorisierten einen erneuten Gegenangriff zwischen Soissons und Reims an der Aisne nach Süden, der jedoch bereits während der Aisneschlacht am 16. September von der französischen 5. Armee
(General Franchet d’Espèrey) zurückgeschlagen wurde. Am 17. und 18. September konnte die deutsche 1. Armee (Generaloberst von Kluck) die gleichzeitig einsetzenden Angriffe der französischen 6. Armee bei Lassigny erneut zurückweisen.

## Verlauf

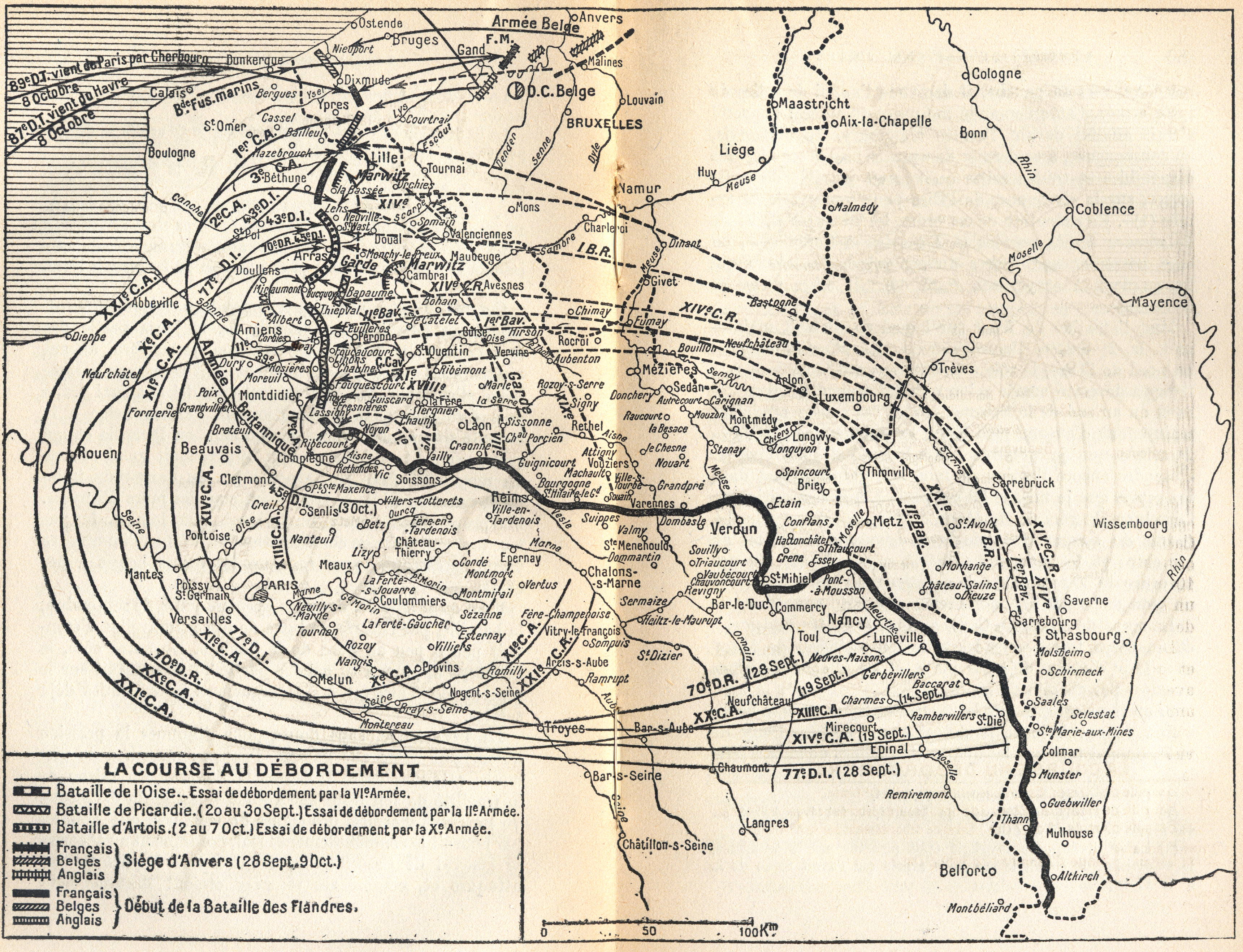
Deutsche und alliierte Truppenverlegungen während des Wettlaufs zum Meer

General von Falkenhayn ordnete den schnellen Marsch nach Norden an, die noch nicht gebildete Front bis zur Nordsee bot noch die Möglichkeit einer großräumigen Überflügelung des Gegners.
Er war zuversichtlich, dass bei schnellen Umgruppierungen an die Westflanke ein entscheidender deutscher Sieg noch möglich wäre und dies obwohl die Zeit bereits für die Gegner arbeitete.
Der Vorteil der höheren deutschen Truppenstärke war vorbei – 85,5 alliierten Divisionen standen jetzt nur mehr 84 deutsche Divisionen gegenüber.
Schon am 15. September begann Falkenhayn die Ausarbeitung operativer Pläne für den Abzug der deutschen 6. Armee unter Kronprinz Rupprecht von Bayern aus Lothringen und deren Verlegung im Anschluss an den rechten Flügel der 1. Armee. Für die deutsche 1., 7. und 3. Armee wurde an der Aisnefront und in der Champagne die Defensive befohlen, durch Frontbegradigungen sollten zudem Reserven freigemacht werden.
Das AOK 6 (Hauptquartier St. Quentin) erhielt zunächst im Anschluss an das äußerst rechts stehende IX. Reserve-Korps (General Boehn) der im Raum Noyon verbleibenden 1. Armee die Führung der bis nach Bapaume umgruppierten folgenden Korpsverbände (von links nach rechts):
- XVIII. Armee-Korps, (Schenck) mit der 21. und 25. Infanterie-Division
- XXI. Armee-Korps, (Fritz von Below) mit der 31. und 42. Infanterie-Division
- Bayerisches I. Armee-Korps, (Xylander) mit der bayerischen 1. und 2. Infanterie-Division
- Bayerisches I. Armee-Korps, (Martini) mit der bayerischen 3. und 4. Infanterie-Division
- XIV. Reserve-Korps, (Stein) mit der 26. und 28. Reserve-Division

Die deutsche Absicht, vorzeitig nach Norden aufzuschließen, entging der Aufmerksamkeit des französischen Marschalls Joffre nicht, er reagierte sofort auf alle feindlichen Bewegungen mit entsprechenden französischen Formationen, welche er den deutschen Truppen immer parallel dazu entgegenstellte. Ab 17. September wurde dafür nördlich der Oise bis zur Somme die 2. Armee unter General Noël de Castelnau eingeschoben, gegenüber der Front der deutschen 6. Armee marschierten im Wettlauf um die Flanke das französische 13., 4. und 14. Korps bis nach Amiens auf.
Am 25. September vollzog sich die nötige Verlegung der Obersten Heeresleitung (OHL) unter General von Falkenhayn von Luxemburg in das neue Hauptquartier nach Mézières. Am 27. und 28. September erkämpfte das XIV. Reserve-Korps beim westlichen Vorstoß auf Amiens eine neue Front östlich Albert. Auf deutscher Seite wurden in den letzten Septembertagen infolge der raschen Fronterweiterung weitere umfassende Umgruppierungen nötig. Das AOK 2 übernahm den Oberbefehl über die neu gebildete Front der 6. Armee zwischen Oise und Scarpe. Der Aisne-Abschnitt am Damenweg (Chemin des Dames) und vor Reims, in welchem die 2. Armee zuvor gefochten hatte, wurde mit dem X. Armee-Korps und dem X. Reserve-Korps endgültig durch die 7. Armee (Generaloberst Josias von Heeringen) übernommen.
Der Stab der 2. Armee unter Generaloberst von Bülow nahm sein Hauptquartier in St. Quentin, von wo aus zuletzt noch Kronprinz Rupprecht von Bayern die Kämpfe östlich Amiens geleitet hatte. Die 6. Armee übernahm im Anschluss nach Norden den neuen Befehlsbereich zwischen Arras und Lille, mit folgenden – von links nach rechts – neu zugeteilten Korps:
- Gardekorps (Plettenberg) mit 1. und 2. Garde-Infanterie-Division
- IV. Armee-Korps (Sixt von Armin) mit 7. und 8. Infanterie-Division
- Bayerisches I. Reserve-Korps (Fasbender) mit bayerischer 1. und 5. Reserve-Division
- VII. Armee-Korps (Claer) mit 13. und 14. Infanterie-Division
- XIV. Armee-Korps  (Watter) mit 28. und 29. Infanterie-Division
- XIX. (II. Königlich Sächsisches) Armee-Korps (Laffert) mit 24. und 40. Infanterie-Division
- Die Höheren Kavallerie-Kommandos 1 und 2 (7 Kavallerie-Divisionen) sahen sich bereits in Kämpfen mit der neu formierten französischen 10. Armee (General Maud’huy) verwickelt.

### Erste Schlacht um Arras

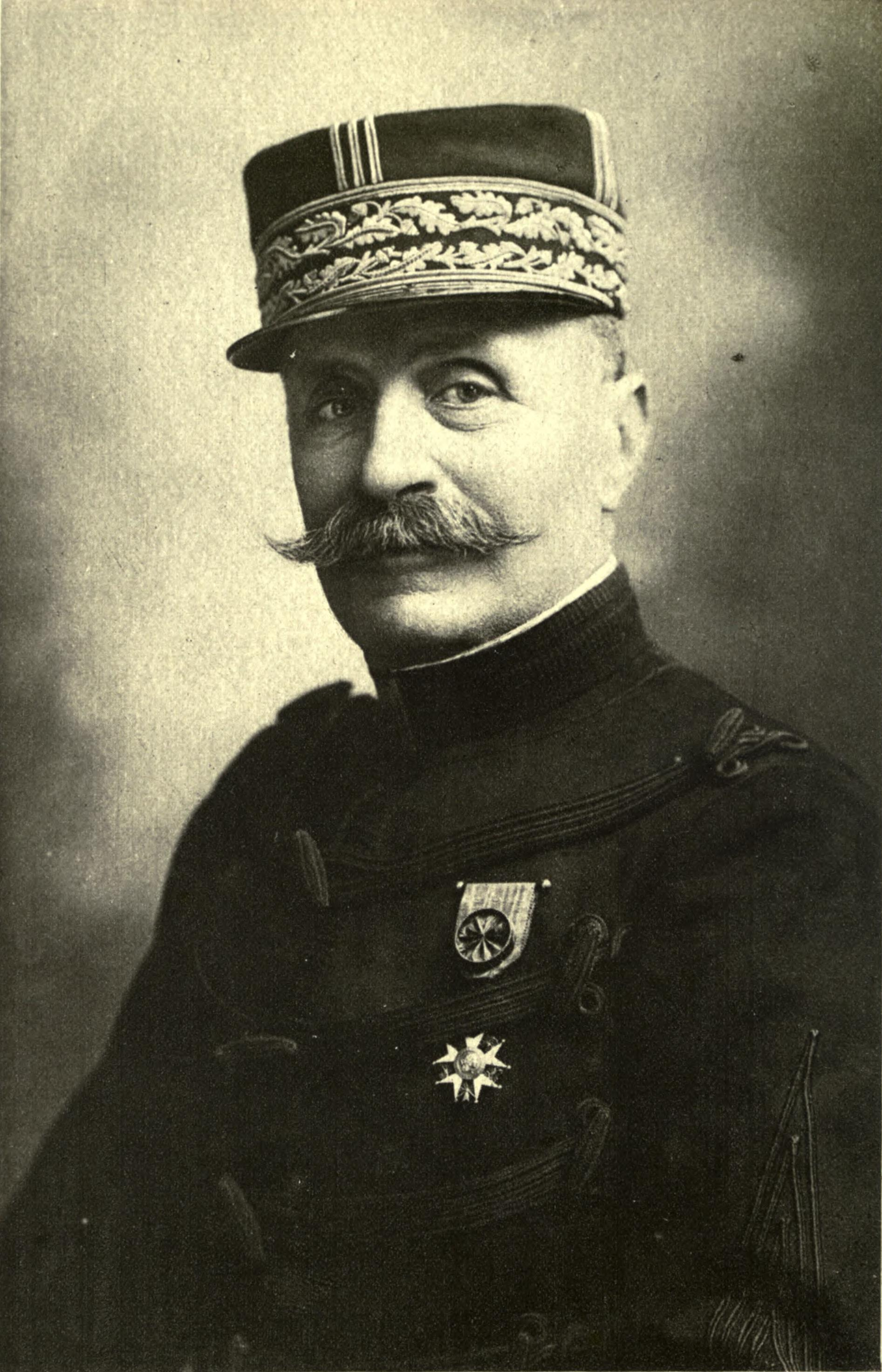
General Ferdinand Foch, Führer der alliierten Heeresgruppe Nord

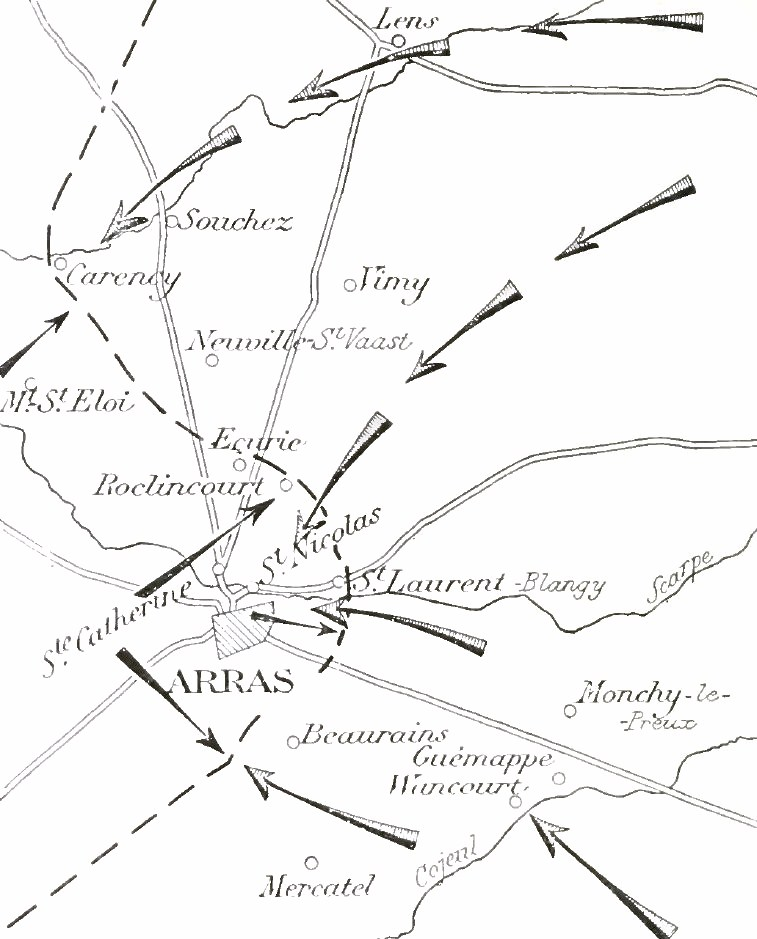
Erster Angriff auf Arras

Seit dem 25. September marschierte die neugebildete französische 10. Armee unter General Maud’huy nördlich der Somme zwischen Amiens und Doullens auf und versuchte nördlich Arras südostwärts ins deutsche Hinterland zu stoßen. Ihr stellte sich die neu formierte deutsche 6. Armee unter Kronprinz Rupprecht von Bayern entgegen. Das Gardekorps (General Plettenberg) traf zuerst am 2. Oktober bei Monchy-le-Preux als neuer linker Flügel der deutschen 6. Armee ein. Am 4. Oktober 1914 trieben südlich davon Angriffe des deutschen XIV. Reserve-Korps die französische Landwehrgruppe des General Brugère mit der 81., 82., 84. und 88. Territorial-Division auf die Linie Hébuterne – Gommecourt – Monchy-au-Bois zurück, wo die Front bis März 1917 erstarrte. Das deutsche Gardekorps begann währenddessen ab 4. Oktober mittags den Angriff auf Bapaume.
Nördlich der Garde rückte das deutsche IV. Armee-Korps (General Friedrich Sixt von Armin) am Nordufer der Scarpe gegen Arras vor und gelangte kämpfend über Roeux und Athies bis St. Laurent an die Vorstädte von Arras heran, die von den Franzosen mit Erfolg gehalten wurde. Kronprinz Rupprecht war gegen einen direkten Angriff auf Arras, das eingetroffene bayerische I. Reserve-Korps und das IV. Armee-Korps beschränken sich vorerst auf die Umfassung der Stadt. General d’Urbal eröffnete mit dem 33. Korps die erste Schlacht um Arras und versuchte die Loretto-Höhe zu nehmen, die anfangs von der Kavallerie, dann durch das eintreffende Bayerischen I. Reserve-Korps unter General von Fasbender gegen alle Angriffe der Franzosen gehalten wurde.
General Joffre betraute am 4. Oktober General Ferdinand Foch, den bisherigen Führer der französischen 9. Armee, zur Bildung der neuen Front im Artois.
General Fochs Absicht war es, die Umfassung des deutschen Nordflügels mit vollem Nachdruck zu erzwingen. Die französische 10. Armee vollzog den Anmarsch nach Lens und stand an der Frontlinie Doullens – St. Pol zum Vormarsch auf Douai in folgender Gliederung bereit:
- 2. Kavalleriekorps Mitry unterstützt von Territorialtruppen auf Lille
- 21. Korps (Maistre) und 92. Territorial-Division auf Lens
- 1. Kavalleriekorps Conneau von Arras auf Souchez und Givenchy
- 33. Korps (General d’Urbal, ab 20. Oktober Pétain) mit drei Reserve-Divisionen auf Arras
- Am rechten Flügel marschierte das 10. Korps (Defforges), dahinter folgte die 45. Reserve-Division.

Unterdessen versammelte sich – gedeckt durch die Kavallerie unter Marwitz – gleichzeitig der rechte Flügel der deutschen 6. Armee im Raum östlich Lille. Durch das parallele Vorgehen der Deutschen, die ihren rechten Flügel schneller nach Norden verlängerten, sahen sich Maud`huys Truppen gezwungen, selbst in Abwehr überzugehen.
Die zusammengefasste deutsche Heereskavallerie unter General von der Marwitz war mit vier Kavallerie-Divisionen nördlich an Lens vorbei über Hulluch auf Loos ausgeschwärmt um die linke Flanke des französischen 33. Korps – die 70. Reserve-Division (General Fayolle) festzuhalten. Die französische 10. Armee sah sich jetzt bedroht, von Norden her umfasst zu werden. Darauf zog Foch das 21. Korps (Maistre) aus der bisherigen Front und verlegte es noch nördlicher nach Béthune, um von dort, durch mehrere Reiter-, Reserve- und Territorial-Divisionen unterstützt, über Lens – La Bassée den deutschen Nordflügel seinerseits die Flanke abzuringen.
Der nördliche Flügel der 6. Armee zielte weiterhin auf den wichtigen Knotenpunkt Lille ab. Ab 6. Oktober erfolgte die Ausladung der 28. Division in Douai, dadurch war auch das Eingreifen des deutschen XIV. Armee-Korps im Raum Lille sichergestellt. Durch das nördlich von Lens kämpfende XIV. Armee-Korps gedeckt, wurde das sächsische XIX. Armee-Korps (von Watter oder Maximilian von Laffert) bei und östlich Valenciennes ausgeladen und in Eilmärschen in die Gegend östlich und südöstlich Lille beordert. Am Abend des 9. Oktober flaute die erste Schlacht bei Arras ab, sie endete unentschieden. Das französische 21. Korps rückte in dieser Zeit zwischen Béthune und Saint-Pol auf.

### Schlacht um Lille

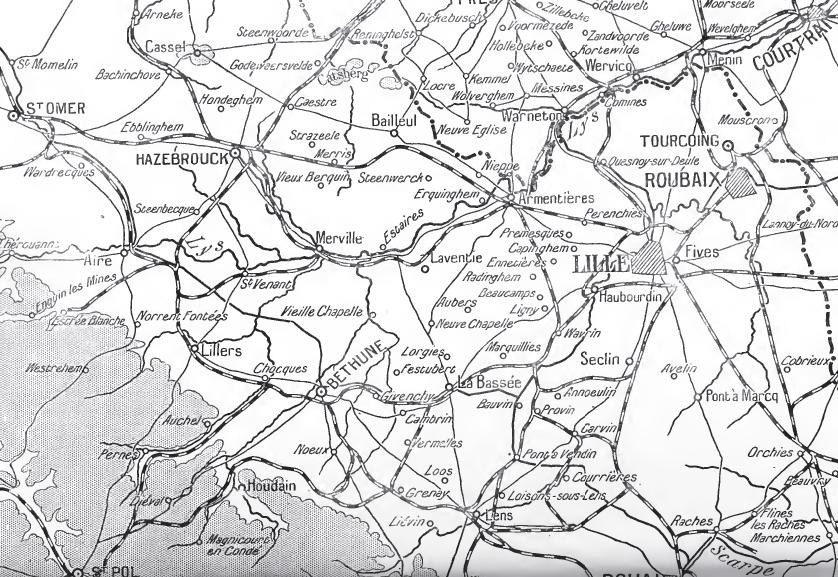
Aufmarschraum zwischen La Bassée und Lille

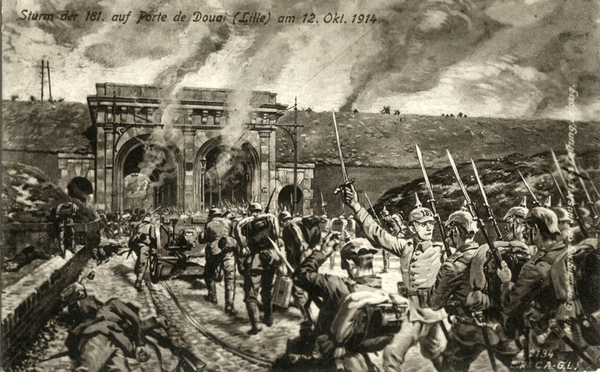
Einbruch deutscher Truppen durch das Tor von Douai am 12. Oktober 1914

Der Besitz des Eisenbahnknotens von Lille war für beide Seiten zur Sicherung des Nachschubs wichtig, um das Rennen nach Flandern zu gewinnen. Nach Vorgefechten mit deutschen Truppen wurde am 6. Oktober das gesamte französische 21. Korps (General Maistre) aus Lille abgezogen und ins Artois verlegt, die Verteidigung blieb den dort aufgestellten Territorial-Truppen überlassen. General Krafft von Dellmensingen, der Generalstabschef der deutschen 6. Armee, gewann General Falkenhayn in Mézières für seinen Plan, das XIV. Armee-Korps weiter nach Norden über Lille umfassend nach Westen anzusetzen. Der Kommandierende General von Watter war der gleichen Überzeugung und trieb seine Vorhut, die 28. Infanterie-Division (Generalleutnant von Kehler) weiter auf Lille vor. Die Stadt war am 9. Oktober von der Heereskavallerie unter General von Richthofen als geräumt gemeldet worden. Zudem befand sich noch unerkannt von der deutschen Armeeführung der rechte Flügel des englischen Heeres – das II. Korps unter General Smith-Dorrien – im Anmarsch auf Béthune.
Am 3. Oktober hatte die Landwehrbrigade des Generalmajor Franz Wahnschaffe Tournai kampflos besetzt und sollte jetzt vom Osten her in Lille einzurücken und die Zitadelle besetzen. Die 28. Infanterie-Division war indessen beiderseits der von Hulluch nach Vermelles führenden Straße bis auf die Höhe von Le Rutoire gelangt und stand am 10. Oktober im Raum östlich von Loos im Bogen bis zur Straße Lens – Mazingarbe. Das wenig gefestigte Detachement Wahnschaffe zog sich nach dem Eintritt in die Vorstadt La Madelaine auf Chéreng zurück. Die Truppen des XIX. Armee-Korps erreichten derweil mit dem rechten Flügel der 40. Infanterie-Division den Ort Seclin und mit der linken Vorhut-Brigade der 24. Infanterie-Division (Generalleutnant Krug von Nidda) den Ort Phalempin. Die 40. Infanterie-Division unter Generalleutnant Götz von Olenhusen erhielt Befehl am nächsten Tag in Lille einzurücken und den Bahnhof zu besetzen.

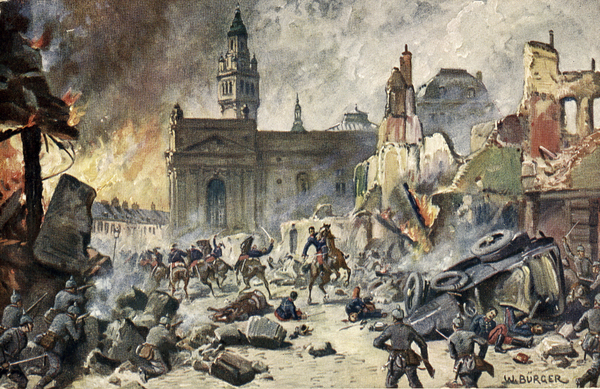
Das brennende Lille am 13. Oktober 1914

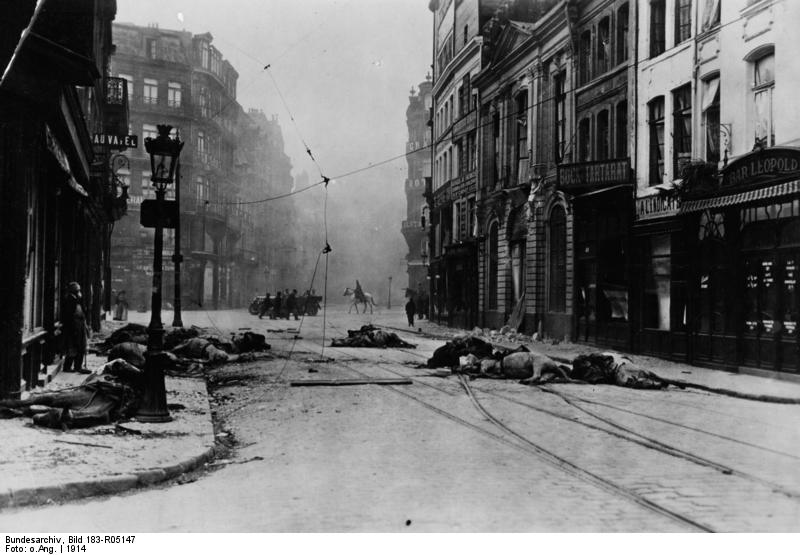
Straße in Lille nach den Kämpfen im Herbst 1914

Am 10. Oktober trafen in Lille noch sechs Schwadronen algerischer Reiter unter Oberst Pardieu ein, diese beschränkten sich auf die noch mögliche Verteidigung der östlichen Vorstädte, des Hauptbahnhofes und der Zitadelle. General von Laffert ließ darauf seine beiden Divisionen von Pont à Marcq und Seclin sofort nach Norden schwenken um Lille zu besetzen. Am Abend des 11. Oktober forderte er die Übergabe der Stadt, ansonsten würde die Beschießung der zum freien Platz erklärten Stadt beginnen. Die Aufforderung blieb unbeantwortet, aber die Franzosen zogen sich in die nächstliegenden Häuser zurück, es gelang den deutschen Truppen nach Beseitigung der Drahthindernisse auch durch das zweite Tor in die Stadt zu gelangen. Unter dem Schutze des Artilleriefeuers drangen die deutschen Truppen am nächsten Morgen in das Innere der Stadt vor. Die 7. Infanterie-Brigade Nr. 88 (Generalmajor Bärensprung) stürmte gegen den Hauptbahnhof und durch das Tor von Douai, die 3. Infanterie-Brigade Nr. 47 (Generalmajor von Falkenstein) gegen das Tor von Arras und die 8. Infanterie-Brigade Nr. 89 (Generalleutnant von Seydewitz) gegen das Tor von Béthune. Auch die Abteilung Wahnschaffe war zurückgekehrt und sperrte jetzt die nördlichen Ausgänge der Stadt. Der 4. Infanterie-Brigade Nr. 48 (Generalmajor Kaden) wurde der Angriff gegen die Zitadelle und die Blockierung der Westausgänge und in Richtung nach Armentières übertragen. Durch das am 12. Oktober eingeleitete Bombardement entstanden in Lille viele Brände. Am Abend hisste die schwache französische Verteidigung unter Oberst Pardieu die weiße Flagge zum Zeichen der Übergabe und kapitulierte mit etwa 3500 Mann.
In weiteren Kämpfen ab 15. Oktober gelang es der deutschen 6. Armee, die Stadt Lille zu sichern und Angriffe der Engländer vor dem südwestlichen Vorfeld von Lille abzuschlagen. Im Hauptquartier des Kronprinzen Rupprecht in Cambrai klärte sich die Lage. Die Franzosen und Engländer organisierten keine Rückeroberung von Lille, sondern legten mehr Gewicht darauf La Bassée in ihre Hand zu bekommen, dessen Besitz vorerst an die deutsche 29. Infanterie-Division (Generalleutnant Isbert) gegangen war. Am 12. Oktober kam es zur Schlacht von La Bassée, die bis Anfang November andauerte. Die Truppen des englischen II. Armeekorps waren dabei bis auf die Höhen bei Aubers angelangt, wurden dann aber im Gegenangriff durch das Eingreifen der 14. Infanterie-Division (Generalmajor Fleck) des VII. Armee-Korps (General von Claer) in die dortige Ebene zurückgedrängt.

### Bildung der Front in Flandern

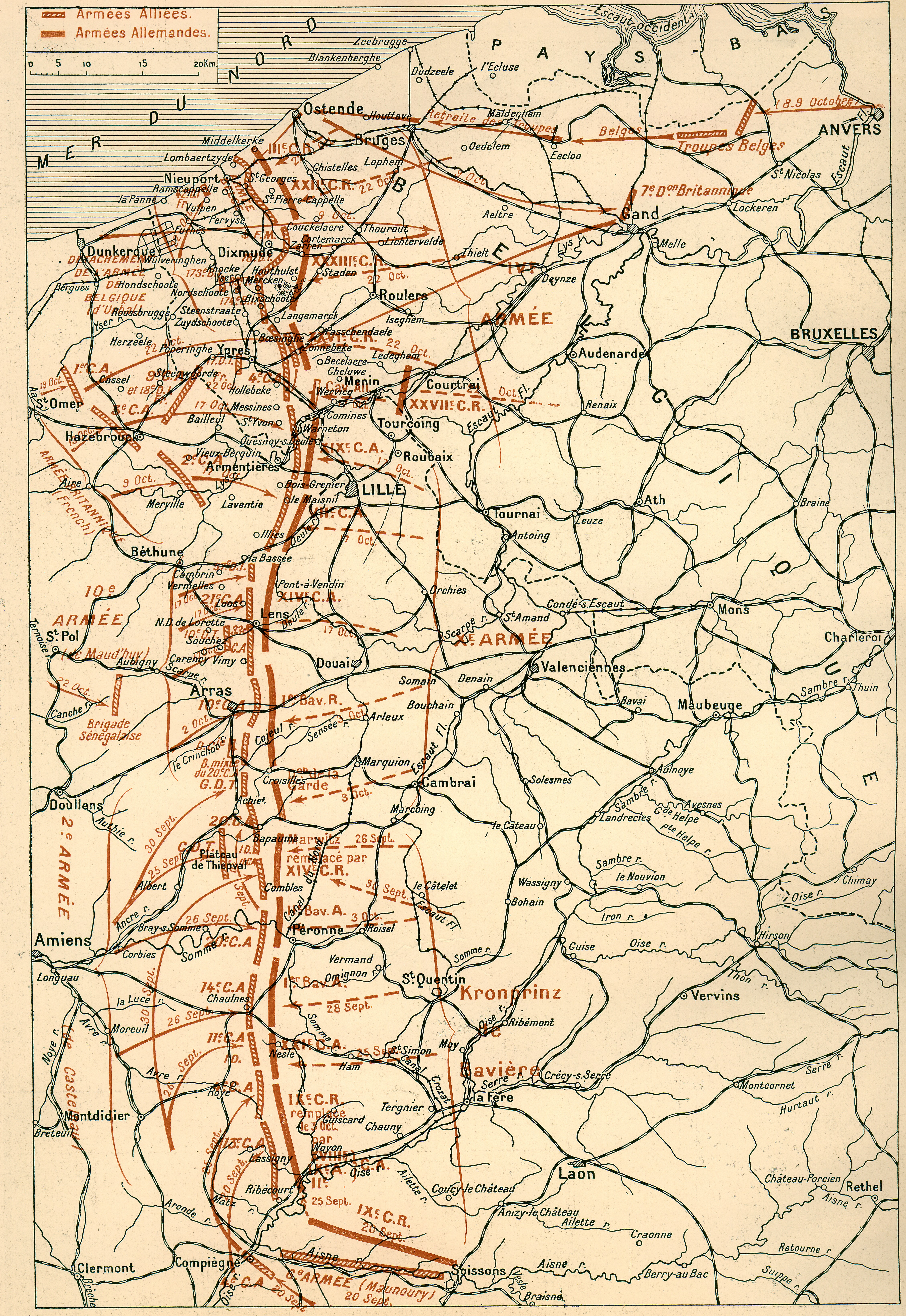
Die neugebildete Front Mitte Oktober 1914

Marschall Joffre hatte ab 25. September noch während der Aisneschlacht mit der Verlegung der British Expedition Force (BEF) unter Sir John French nach Flandern begonnen.
Am 10. Oktober kapitulierte, trotz Verstärkungen durch die Royal Naval Division die damals stärkste Festung Antwerpen, nachdem sich die belgischen Truppen zuvor an die Yser zurückgezogen hatten. Britische Kräfte sicherten seit Monatsbeginn Gent und die belgischen Nachschubhäfen, sie brachten den Belgiern zuvor auch Verstärkungen in das belagerte Antwerpen. Dafür ordnete French die Aufstellung des IV. Korps (General Rawlinson) an, das mit der britischen 7. Division und 3. Kavallerie-Division in Brügge und Gent so lange wie möglich aushielt, bis der Verlust von Antwerpen am 10. Oktober den Rückzug auf die Linie Dünkirchen – Saint-Omer erzwang.
Am 4. Oktober war General Ferdinand Foch zum Kommandeur der Heeresgruppe Nord ernannt worden und damit zum obersten Führer aller Truppen nördlich der Somme bis zur Nordsee bestellt. Den an der Nordseeküste auf Ostende zurückgehenden Belgiern brachte General Foch ab 20. Oktober durch die Aufstellung der Armee-Abteilung Belgien (Détachement d’armée de Belgique) unter General Victor d’Urbal mit dem 32. Korps (Humbert) und der Kavalleriegruppe de Mitry rechtzeitige Entlastung.
Im Zuge des Wettlaufes nach Flandern reagierte auch die deutsche Heeresleitung unter General von Falkenhayn. Infolge der Verschiebung der Armeegrenzen am 10. Oktober wurde die deutsche 4. Armee unter Führung des Herzogs Albrecht von Württemberg in ihrer bisherigen Form im Raum Vouziers aufgelöst. Der Stab der 4. Armee war für den Aufbau einer neuen Front in Flandern bestimmt, im Raum Brüssel sammelten sich bereits vier neue Reservekorps.
- XXII. Reserve-Korps (Eugen von Falkenhayn) mit 43. und 44. Reserve-Division
- XXIII. Reserve-Korps (Georg von Kleist) mit 45. und 46. Reserve-Division
- XXVI. Reserve-Korps (Otto von Hügel) mit der 51. und 52. Reserve-Division
- XXVII. Reserve-Korps (Adolph von Carlowitz) mit 53. und 54. Reserve-Division

Währenddessen waren von der British Expedition Force mit dem II. Korps (Smith-Dorrien) als Vorhut bei La Bassée angelangt, das I. Korps (Haig) wurde bei Hazebrouck ausgeladen und dahinter folgte das III. Korps (Pulteney) nach. General Rawlinsons neu formiertes IV. Korps erreichte von der Küste kommend am 14. Oktober Ypern, nahm Verbindung mit der französischen 89. Territorial-Division (General Bourdériat) auf und sicherte die Stadt mit der 7. Division (Generalmajor Capper) vor einem deutschen Zugriff. Den Raum östlich Ypern an der Linie Zonnebeke über Gheluvelt bis Zillebeke sicherten nach Herausnahme der Territorialkräfte des Generals Bidon bereits notdürftig das eintreffende französische IX. Korps. Über die Bahnlinie von Cassel traf als Verstärkung das englische I. Korps (1. und 2. Division) bei Ypern ein, südlicher davon hielten jetzt das III. Korps (4. und 6. Division) im Raum Armentières und westlich von La Bassée das II. Korps (3. und 5. Division) die neuen Stellungen.

### Schlacht an der Yser
Am 16. Oktober begann an der Nordseeküste der Angriff des nach dem Fall von Antwerpen freigewordenen deutschen III. Reserve-Korps (Gen. Hans von Beseler) an der Yserlinie bei Nieuwpoort. Die schwer bedrängten Belgier öffneten ab 29. Oktober die Wasserschleusen von Nieuwpoort. Der Vormarsch der direkt an der Nordsee angreifenden deutschen 4. Ersatz-Division (General Werder) erlitt bereits seit Tagen durch das Eingreifen der schweren Schiffsartillerie der britischen Flotte starke Verluste, ab Ende Oktober waren weitere Operationen infolge der Überflutung nicht mehr möglich. Auch die südlicher auf Dixmuiden angesetzte 5. und 6. Reserve-Division erreichten keinen Durchbruch. Auch das Eingreifen der neuen Reservekorps der 4. Armee konnte die festgefahrene Lage nicht mehr ändern.

## Folgen
Die allgemeine Offensivschwäche auf beiden Seiten führte letztlich zum Scheitern aller geplanten Umfassungsmanöver, obgleich die Bilanz unterschiedlich ausfiel. Falkenhayns Reserven waren verbraucht, die Alliierten hingegen wurden im Raum La Bassée durch das Indische Korps unter General Willcocks verstärkt. Am Schluss schrumpfte die noch freie Lücke zwischen den Fronten auf einen wenige Kilometer breiten Korridor bei Ypern, wo es ab dem 20. Oktober zur Ersten Flandernschlacht kam.
Den Alliierten gelang es, die Fronten zu stabilisieren und somit eine Niederlage abzuwenden. Sie mussten aber die Besetzung wichtiger französischer Gebiete hinnehmen. Das deutsche Heer konnte die kriegswirtschaftlich wichtigen Gebiete sichern und verteidigen, aber die Aussicht auf einen schnellen Sieg war nach dem Scheitern des Schlieffen-Plans und dem jetzt durchgängigen Stellungskrieg in weite Ferne gerückt.